# Sansevieria bacularis

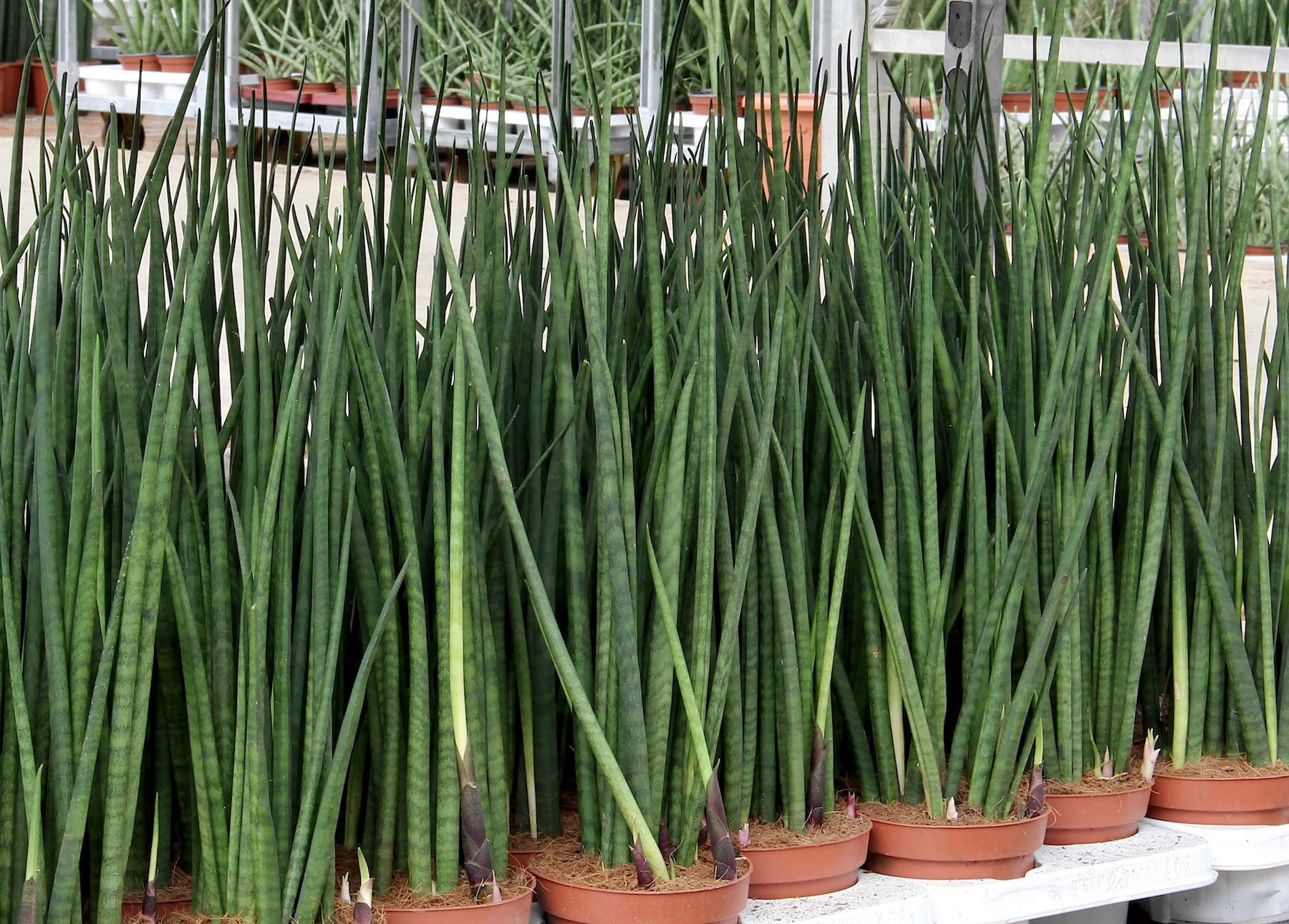
Sansevieria bacularis Gruppe

Sansevieria bacularis ist eine Pflanzenart aus der Gattung Sansevieria in der Familie der Spargelgewächse (Asparagaceae). Das Artepitheton bacularis stammt aus dem Lateinischen und bedeutet ‚Stock, Stange oder Stab‘ und bezieht sich auf die zylindrischen Blätter.

## Beschreibung
Sansevieria bacularis wächst stammlos als ausdauernde, sukkulente Pflanze mit einzelnen, gelegentlich auch zwei zylindrischen aufrecht stehenden schlanken Blättern. Die einfache Blattspreite ist 1,25 bis 1,70 Meter lang mit einem Durchmesser von bis zu 1,5 Zentimeter. Die Blätter sind dunkelgrün mit helleren Querbändern und ohne Längsrippen. Sie enden in eine weiche Spreitenspitze. Die Basis ist von fünf bis sechs Niederblättern ummantelt, die jung dunkelviolett gefärbt sind, später trocken bis hellbraun und zwei bis 5 Zentimeter lang und zwei bis drei Zentimeter breit. Die Blattoberfläche ist rau.
Die einfach ährigen Blütenstände sind 50 bis 70 Zentimeter hoch. Die Rispen sind mit zwei bis acht Blüten pro Büschel besetzt. Die Blütenhüllblätter sind weiß mit lila Streifen. Die Blütenröhre ist 1,5 bis 1,7 Zentimeter lang. Die Zipfel sind bis zu 2 Millimeter lang.

## Verbreitung
Sansevieria bacularis ist in der Demokratischen Republik Kongo weit verbreitet. 

## Taxonomie
Die Erstbeschreibung erfolgte 2010 durch Alan Butler und Stephen Jankalski.

## Nachweise